# اب لانگبرگ
اِب لانگبرگ (انگلیسی: Ebbe Langberg; ۱ اوت ۱۹۳۳ – ۳ فوریهٔ ۱۹۸۹) کارگردان فیلم، و هنرپیشه اهل دانمارک بود.